# Anarthriaceae
Las anartriáceas (nombre científico Anarthriaceae) forman una pequeña familia pobremente estudiada de plantas monocotiledóneas del sudoeste de Australia, incluye 3 géneros que actualmente se ubicaban en la familia Restionaceae siguiendo el APG IV. 

## Descripción
Consta de plantas dioicas con lígula en las hojas, inflorescencia racimosa, las flores masculinas con polen operculado y las femeninas con las piezas del gineceo opuestas a las del perianto externo. Los 3 géneros que la componen (Anarthria, Hopkinsia, Lyginia) están unidos por los análisis moleculares de ADN, pero son bien distintivos morfológicamente. La familia fue reconocida por sistemas de clasificación modernos como el sistema de clasificación APG III (2009) y el APWeb (2001 en adelante).

## Filogenia
Introducción teórica en Filogenia
La familia pertenece al "núcleo de los Poales", ver Poales para una discusión de este clado.
Además, dentro de ese clado, la familia pertenece junto con Centrolepidaceae y Restionaceae al "clado Restionaceae", y algunos autores sugieren unir a las 3 en un Restionaceae sensu lato, ver Poales para una discusión al respecto.

## Taxonomía
La familia fue reconocida por el APG III (2009), el Linear APG III (2009) le asignó el número de familia 100. La familia ya había sido reconocida por el APG II (2003).
Como actualmente circunscripta (a enero del 2009), la familia consta de 3 géneros. La lista junto con la publicación válida, la distribución y lista de especies, según Royal Botanic Gardens, Kew (visitado en enero del 2009):
- Anarthria R.Br., Prodr.: 248 (1810). SO. de Australia. 6 especies
- Hopkinsia W.Fitzg., J. West Austral. Nat. Hist. Soc. 1: 33 (1904). SO. de Australia. 2 especies
- Lyginia R.Br., Prodr.: 248 (1810). SO. de Australia. 3 especies

Sinónimos de la familia, según el APWeb (visitado en enero del 2009): Hopkinsiaceae B. G. Briggs & L. A. S. Johnson, Lyginiaceae B. G. Briggs & L. A. S. Johnson